# Cardioglossa trifasciata
Cardioglossa trifasciata là một loài ếch trong họ Arthroleptidae. Chúng là loài đặc hữu của Cameroon.
Các môi trường sống tự nhiên của chúng là các khu rừng vùng núi ẩm nhiệt đới hoặc cận nhiệt đới, sông, và các khu rừng trước đây bị suy thoái nặng nề. Loài này đang bị đe dọa do mất nơi sống.